# Кусак (Алтайский край)
Кусак (также Александеркрон, нем. Alexanderkron) — село в Немецком национальном районе Алтайского края, административный центр Кусакского сельсовета.
Население - 1538 (2013)

## Название
Первое название Александркрон получило по материнской колонии. Осенью 1914 года Александркрон переименован в Кусак. Согласно легенде, название «Кусак» село получило по имени казаха, который жил здесь до приезда немцев.

## История
Основано в 1907 году (по другим данным в 1908 году) переселенцами из Херсонской и Таврической губерний и из Севастополя. К 1912 году в Кусаке проживало 7 семей. До 1917 года меннонистское село Барнаульского уезда Томской губернии.  Колония входила в состав меннонитской общины Шумановка-Клеефельд, имелся собственный молитвенный дом. Школа построена в 1912 году.
В 1920-е годы действовала маслоартель, семеноводческое и племенное товарищество, имелся пункт ликбеза, изба-читальня, начальная школа. В первой половине апреля 1930 года в селе произошли волнения, направленные против коллективизации. В 1930 году организован колхоз "Роте Фане". В годы коллективизации многие уехали в Канаду, Германию. Выезжали через Москву и Китай. Осенью 1941 года прибыли депортированные немцы из Днепропетровской области и Поволжья.
В 1957 году прошло укрупнение колхозов. Созданный в 1950 году колхоз имени Булганина (объединил колхозы "Юнгштурм" в селе Желтенькое и "Новая деревня" в селе Самсоновка) слился с колхозом в Кусаке. Новое хозяйство получило имя Энгельса, центральная усадьба находилась в Кусаке. В 1960-е годы построены мельница (1963), больница, дом культуры (август 1964 г.). 1 сентября 1965 года открылась новая 8-летняя школа. В 1982 году построено здание для средней школы. С осени 1957 года в Кусакской школе возобновилось обучение немецкому языку как родному.
В 2005 году на базе колхоза имени Энгельса было создано крестьянское (фермерское) хозяйство «Функнер В. М.» (в 2010 году прекратило существование). В настоящее время основой экономики села является ООО "Кусакское", крупное многоотраслевое хозяйство. Развиваются отрасли: разведение племенного крупного рогатого скота, выращивание свиней, растениеводство.

## Физико-географическая характеристика
Село расположено в пределах Кулундинской равнины, относящейся к Западно-Сибирской равнине, на высоте 136 метров над уровнем моря. Рельеф местности равнинный. Село окружено полями. Распространены тёмно-каштановые почвы.
По автомобильным дорогам расстояние до районного центра села Гальбштадт — 4 км, до краевого центра города Барнаула — 410 км. Ближайший город Славгород расположен в 35 км к юго-западу от села.
Климат
Климат умеренный континентальный (согласно классификации климатов Кёппена-Гейгера — тип Dfb). Среднегодовая температура положительная и составляет +1,7° С, средняя температура самого холодного месяца января − 17,5 °C, самого жаркого месяца июля + 20,3° С. Многолетняя норма осадков — 313 мм, наибольшее количество осадков выпадает в июле — 56 мм, наименьшее в марте — 13 мм
Часовой пояс
Кусак, как и весь Алтайский край, находится в часовой зоне МСК+4. Смещение применяемого времени относительно UTC составляет +7:00.

## Население
Динамика численности населения по годам:
| 1911 | 1926 | 1980 | 1989 | 1991 | 2006 | 2014 |
| ---- | ---- | ---- | ---- | ---- | ---- | ---- |
| 201  | 298  | 1276 | 1613 | 1728 | 1861 | 1538 |

| 2001  | 2002  | 2003  | 2004  | 2005  | 2006  |
| ----- | ----- | ----- | ----- | ----- | ----- |
| 1972  | ↘1932 | ↘1801 | ↗1887 | ↗1890 | ↘1861 |
| 2007  | 2008  | 2009  | 2010  | 2011  | 2012  |
| ↘1793 | ↗1802 | ↘1722 | ↘1659 | ↘1658 | ↘1631 |
| 2013  |       |       |       |       |       |
| ↘1538 |       |       |       |       |       |

В 1995 году немцы составляли 87 % населения села.

## Инфраструктура
В селе имеются культурно-спортивный комплекс, дом культуры, детский сад «Снежинка», средняя школа, музыкальная школа (1972), центр немецкой культуры «Alexanderkron», отделение почты, сберкассы, парикмахерская, магазины, кафе. На территории села расположена районная больница.